# Motociklistična Velika nagrada Finske
Motociklistična Velika nagrada Finske je motociklistična dirka svetovnega prvenstva, ki je potekala od med sezonama 1962 in 1982.

## Zmagovalci
| Sezona | 500 cm3                      | 350 cm3                        | 250 cm3                           | 125 cm3                         | 50 cm3                          | Poročilo |
| ------ | ---------------------------- | ------------------------------ | --------------------------------- | ------------------------------- | ------------------------------- | -------- |
| 1962   | Alan Shepherd (Matchless)    | Tommy Robb (Honda)             | -                                 | -                               | Luigi Taveri (Honda)            | Poročilo |
| 1963   | Mike Hailwood (MV Agusta)    | Mike Hailwood (MV Agusta)      | -                                 | Hugh Anderson (Suzuki)          | Hans-Georg Anscheidt (Kreidler) | Poročilo |
| 1964   | Jack Ahearn (Norton)         | Jim Redman (Honda)             | -                                 | Luigi Taveri (Honda)            | Hugh Anderson (Suzuki)          | Poročilo |
| 1965   | Giacomo Agostini (MV Agusta) | Giacomo Agostini (MV Agusta)   | Mike Duff (Yamaha)                | Hugh Anderson (Suzuki)          | -                               | Poročilo |
| 1966   | Giacomo Agostini (MV Agusta) | Giacomo Agostini (MV Agusta)   | Mike Hailwood (Honda)             | Phil Read (Yamaha)              | -                               | Poročilo |
| 1967   | Giacomo Agostini (MV Agusta) | -                              | Mike Hailwood (Honda)             | Stuart Graham (Suzuki)          | -                               | Poročilo |
| 1968   | Giacomo Agostini (MV Agusta) | -                              | Phil Read (Yamaha)                | Phil Read (Yamaha)              | -                               | Poročilo |
| 1969   | Giacomo Agostini (MV Agusta) | Giacomo Agostini (MV Agusta)   | Kent Andersson (Yamaha)           | -                               | -                               | Poročilo |
| 1970   | Giacomo Agostini (MV Agusta) | Giacomo Agostini (MV Agusta)   | Rodney Gould (Yamaha)             | Dave Simmonds (Kawasaki)        | -                               | Poročilo |
| 1971   | Giacomo Agostini (MV Agusta) | Giacomo Agostini (MV Agusta)   | Rodney Gould (Yamaha)             | Barry Sheene (Suzuki)           | -                               | Poročilo |
| 1972   | Giacomo Agostini (MV Agusta) | Giacomo Agostini (MV Agusta)   | Jarno Saarinen (Yamaha)           | Kent Andersson (Yamaha)         | -                               | Poročilo |
| 1973   | Giacomo Agostini (MV Agusta) | Giacomo Agostini (MV Agusta)   | Teuvo Länsivuori (Yamaha)         | Otello Buscherini (Malanca)     | -                               | Poročilo |
| 1974   | Phil Read (MV Agusta)        | John Dodds (Yamaha)            | Walter Villa (Harley Davidson)    | -                               | Julien van Zeebroeck (Kreidler) | Poročilo |
| 1975   | Giacomo Agostini (Yamaha)    | Johnny Cecotto (Yamaha)        | Michel Rougerie (Harley Davidson) | -                               | Angel Nieto (Kreidler)          | Poročilo |
| 1976   | Pat Hennen (Suzuki)          | Walter Villa (Harley Davidson) | Walter Villa (Harley Davidson)    | Pier Paolo Bianchi (Morbidelli) | Julien van Zeebroeck (Kreidler) | Poročilo |
| 1977   | Johnny Cecotto (Yamaha)      | Takazumi Katayama (Yamaha)     | Walter Villa (Harley Davidson)    | Pier Paolo Bianchi (Morbidelli) | -                               | Poročilo |
| 1978   | Wil Hartog (Suzuki)          | Kork Ballington (Kawasaki)     | Kork Ballington (Kawasaki)        | Angel Nieto (Minarelli)         | -                               | Poročilo |
| 1979   | Boet van Dulmen (Suzuki)     | Greg Hansford (Kawasaki)       | Kork Ballington (Kawasaki)        | Ricardo Tormo (Bultaco)         | -                               | Poročilo |
| 1980   | Wil Hartog (Suzuki)          | -                              | Kork Ballington (Kawasaki)        | Angel Nieto (Minarelli)         | -                               | Poročilo |
| 1981   | Marco Lucchinelli (Suzuki)   | -                              | Anton Mang (Kawasaki)             | Angel Nieto (Minarelli)         | -                               | Poročilo |
| 1982   | -                            | Anton Mang (Kawasaki)          | Christian Sarron (Yamaha)         | Ivan Palazzese (MBA)            | -                               | Poročilo |